# Meteora
Meteora là album phòng thu thứ hai của ban nhạc rock đến từ Mỹ Linkin Park. Nó được phát hành vào ngày 25 tháng 3 năm 2003 thông qua Warner Bros. Records, theo sau album tiền nhiệm Reanimation. Album được sản xuất bởi ban nhạc cùng với Don Gilmore. Tiêu đề Meteora được lấy từ quần thể tu viện Chính thống giáo Hy Lạp. Meteora có âm hưởng tương tự như Hybrid Theory, album đầu tay của ban nhạc, theo như các nhà phê bình mô tả, và album này mất gần một năm để được thu âm. Đây là album phòng thu đầu tiên của Linkin Park có sự góp mặt của tay bass Dave Farrell sau khi ông tái gia nhập ban nhạc vào năm 2000.
Meteora đứng đầu bảng xếp hạng Billboard 200, bán được hơn 810.000 bản trong tuần đầu tiên. Linkin Park đã phát hành các đĩa đơn từ Meteora trong hơn một năm, bao gồm "Somewhere I Belong", "Faint", "Numb", "From the Inside" và "Breaking the Habit". Meteora nhìn chung nhận được những đánh giá tích cực, mặc dù các nhà phê bình có đề cập rằng phong cách âm nhạc của album có sụ tương đồng như album tiền nhiệm của nó, Hybrid Theory.
Meteora đã tiêu thụ khoảng 16 triệu bản trên toàn thế giới, trở thành một trong những album bán chạy nhất thế kỷ 21. Nó được chứng nhận 7 lần Bạch kim bởi Hiệp hội Công nghiệp Ghi âm Hoa Kỳ (RIAA). Nó được xếp hạng 36 trên bảng xếp hạng Billboard Top 200 Albums của những năm 2000. Một số bài hát trong album đã được phối lại với một số bài hát của Jay-Z cho đĩa EP Collision Course (2004). "Session" được đề cử cho Trình diễn nhạc cụ Rock xuất sắc nhất tại Lễ trao giải Grammy lần thứ 46.

## Sáng tác và thu âm
Năm 2000, Linkin Park làm việc với nhà sản xuất âm nhạc Don Gilmore để thu âm và phát hành album đầu tay của họ, Hybrid Theory. Album thứ hai đã bắt đầu được sáng tác vào đầu năm 2001, trong khi ban nhạc vẫn đang lưu diễn để quảng bá Hybrid Theory. Ban nhạc đã sáng tác khoảng 80 bản demo khác nhau trong chuyến lưu diễn Hybrid Theory World Tour và LP Underground Tour, chỉ trong vòng 8 tháng. Những bản thô của bài hát được sáng tác vào lúc đó sau này đã được đem vào phiên bản cuối cùng của album; đáng chú ý là phần mở đầu cho "Somewhere I Belong". Bennington ban đầu cảm thấy nó mang âm hưởng folk rock quá nhiều. Shinoda và Joe Hahn đã làm lại nó, thêm các hiệu ứng, rồi phát lại theo hướng ngược lại, biến nó thành thứ mà ban nhạc hài lòng. Theo giải thích của Shinoda: "Vì tôi đã đảo ngược chiều của nó, nên nó chơi theo 4-3-2-1. Tiến trình hợp âm đã bị đảo ngược. Sau đó, tôi cắt nó thành bốn phần nhỏ, và tôi chơi nó theo 1-2-3-4. " 
– Brad Delson, nói về hoàn cảnh quá trình sáng tác ra album với MTV
Trước khi phát hành album thứ hai, ban nhạc đã quyết định chọn phát hành một album phối lại, Reanimation, vào năm 2002, do thành viên ban nhạc Mike Shinoda sản xuất. Với kinh nghiệm của mình ban nhạc muốn đồng sản xuất album thứ hai trong khi vẫn làm việc với Gilmore, với hy vọng mở rộng âm hưởng của Hybrid Theory với nhiều ý tưởng thử nghiệm hơn. Đầu năm 2002, sau chuyến lưu diễn, công việc sáng tác được tiếp tục trong phòng thu tại gia của Mike, quá trình tiền sản xuất album bắt đầu từ đó. Ban nhạc làm việc theo cặp trong quá trình sáng tác, trong khi Shinoda luôn tham gia vào tất cả các bài hát. Việc ghi âm các bài hát chủ yếu sử dụng Pro Tools, trong khi phương pháp sang tác truyền thống được ban nhạc sư dụng, là trong phòng thu chính. Vào tháng 6, quá trình tiền sản xuất chấm dứt và ban nhạc bắt đầu sản xuất chính. Ban nhạc đã chọn Don Gilmore làm nhà sản xuất của họ. Khi Reanimation được phát hành, ban nhạc đã bắt đầu viết ra nội dung chính. Rob Bourdon đã dành tám giờ mỗi ngày trong phòng thu để thu âm album. Đến tháng 8, ban nhạc di chuyển vào NRG Studios vì Bennington cũng bắt đầu viết các bài hát cùng ban nhạc.
| “                    | Chúng tôi biết rõ chúng tôi muốn gì, và chúng tôi biết cách để làm ra nó tới một mức độ nào đó. Thực ra, chúng tôi chỉ cứ thế mà làm việc. Chúng tôi thực sự không quan tâm những người ngoài nói gì. Chúng tôi cũng không quan tâm những bài hát có phù hợp với nhau về mặt phong cách một cách tổng thể hay trong một tập hợp các bài hát. Nó giống như kiểu, "Đoạn riff này đỉnh quá!" Thế là, chúng tôi sẽ thêm phần la hét đè lên nó, rồi bài tiếp theo sẽ là một bản ballad nhịp trung và tôi sẽ hát theo kiểu của những bài như vậy. Chúng tôi đã thử nghiệm. Chúng tôi đã là những sinh viên cao học. Chúng tôi đã ở trong phòng thí nghiệm, và chúng tôi tình cờ bắt gặp một thứ mà ai cũng thích. Tôi nghĩ Meteora chính là một phần mở rộng của nó. | ” |
| — Chester Bennington | |   |

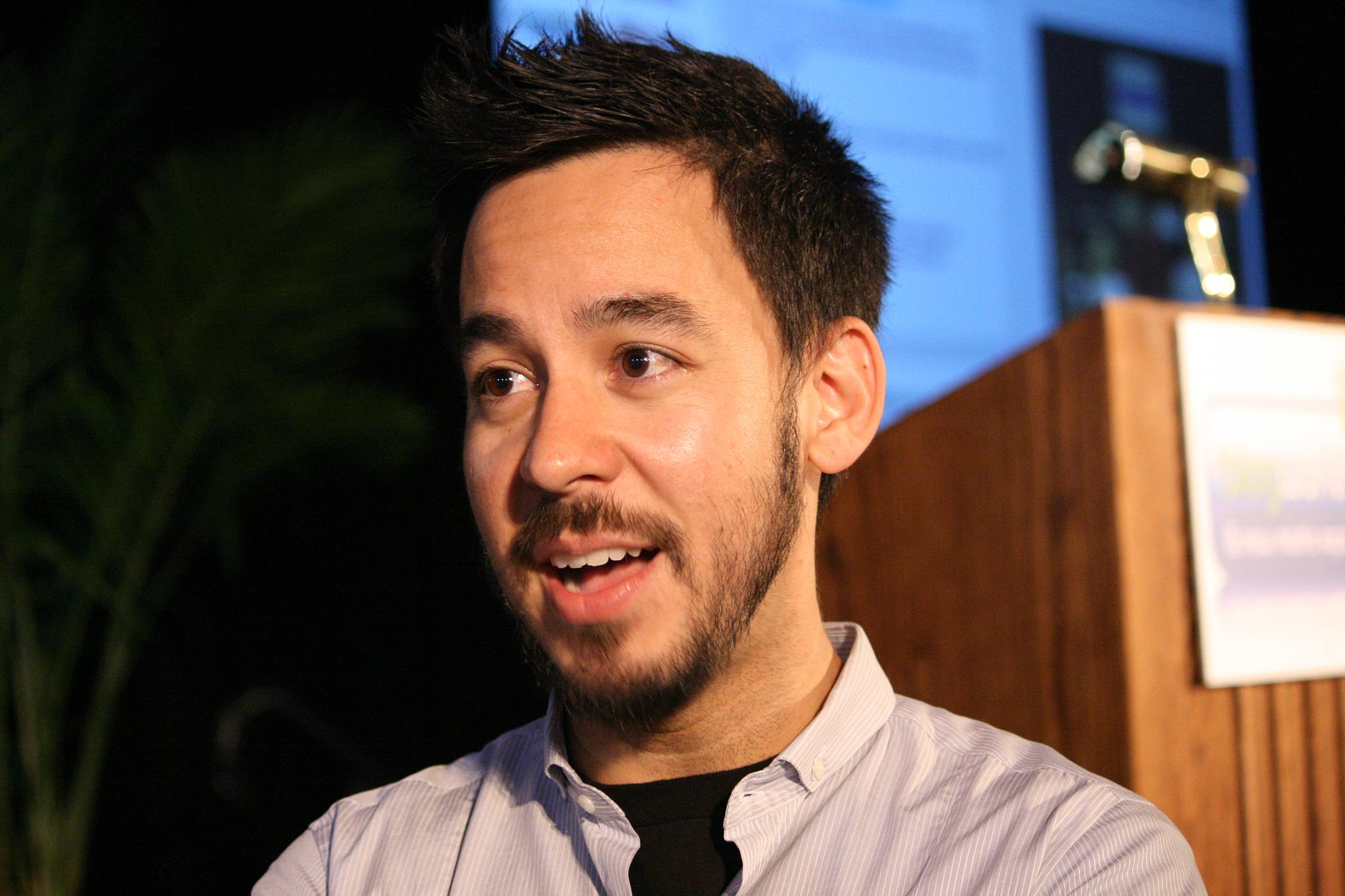
Mike Shinoda (trong ảnh) được cho là đã tham gia viết lời cho tất cả các bài hát.

Linkin Park đã hoàn thành nhiều phiên bản của nhiều bài hát trước khi quá trình thu âm thực sự bắt đầu. Đến tháng 10, bộ trống đã được hoàn thiện và các bộ phận guitar đã được Brad giới thiệu trong phòng điều khiển của studio. Đến cuối tháng 10, các bộ phận âm trầm đã được giới thiệu. Don Gilmore, bản than ông là một tay chơi bass, đã giúp Farrell trong phần thu âm của mình. Phần sampling của Hahn được giới thiệu chỉ một tháng trước thời hạn, qua đó Mike đã hoàn thành bản thu âm "Breaking the Habit" với phần nhạc cụ dây của David Campbell; bài hát đã được Shinoda thực hiện trong năm hoặc sáu năm. Quá trình sản xuất giọng hát bắt đầu vào tháng 11. Quá trình phối âm cũng như bản thân album đã được hoàn thành tại thành phố New York.

## Biên soạn và chủ đề
Lời của album chứa đựng các yếu tố bao gồm cảm xúc buồn phiền, tức giận và hồi phục chấn thương. Giải thích với MTV, Bennington nói: "Chúng tôi không nói về các tình huống, chúng tôi nói về những cảm xúc đằng sau các tình huống. Mike và tôi là hai người khác nhau, vì vậy chúng tôi không thể hát về những điều giống nhau, nhưng cả hai chúng tôi đều hiểu sự thất vọng và giận dữ và cô đơn và tình yêu và hạnh phúc, và chúng tôi có thể thấu hiểu nhau ở cấp độ đó." Trong cùng một cuộc phỏng vấn, Shinoda giải thích rằng: "Điều chúng tôi thực sự muốn làm chỉ là thúc đẩy bản thân và thúc đẩy lẫn nhau để thực sự tìm ra những phương pháp mới để sáng tạo." Ông nói tiếp: "Chúng tôi muốn mỗi bài hát là một thứ có thể làm hài lòng thính giả - một thứ mà bạn có thể chưa từng nghe trước đây." 
Trong một cuộc phỏng vấn quảng cáo, Rob Bourdon tuyên bố: "Chúng tôi muốn một nhóm các bài hát có thể kết hợp tốt với nhau bởi vì chúng tôi muốn tạo ra một đĩa nhạc mà bạn có thể đưa vào máy nghe nhạc CD của mình và từ đầu đến cuối đĩa sẽ không bao giờ có thời điểm nào bạn buồn ngủ." 
Về việc đặt tiêu đề cho album, Mike nói rằng "Meteora là một từ thu hút sự chú ý của tôi vì cảm giác của từ rất lớn." Dave, Joe và Chester giải thích rằng cũng giống như cách Meteora, dãy núi đá ở Hy Lạp, rất hoành tráng, kịch tính và có năng lượng tuyệt vời, ban nhạc muốn album có cùng cảm giác đó.
Về thể loại, album được phân loại là nu metal, rap metal,  rap rock,  và alternative rock.

## Quảng bá

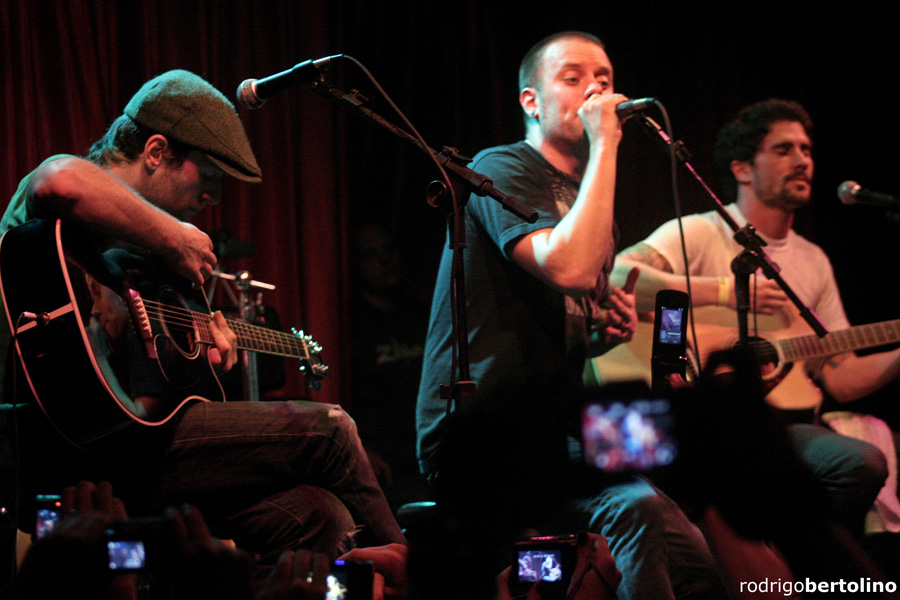
Linkin Park đã bắt tay với các ban nhạc rock Mỹ Hoobastank, POD và Story of the Year (ảnh) trong Meteora World Tour.

Quá trình quảng bá cho album đã bắt đầu rất sớm trước khi phát hành, khi hình ảnh của đĩa nhạc đã được đăng tải trên các phương tiện truyền thông. Để hỗ trợ cho album, đã có rất nhiều buổi chụp hình của ban nhạc vào ngày 29 tháng 10 tại khách sạn Ambassador, nơi ban nhạc đã tạm dừng thu âm trong hai ngày để thiết kế bìa của album. "The Flem" và "Delta" đã giúp ban nhạc cho vấn đề ảnh bìa, cho album cũng như các đĩa đơn của album. Một đoạn quảng cáo truyền hình cho album được công chiếu vào ngày 1 tháng 1 năm 2003.
"Somewhere I Belong" được phát hành dưới dạng đĩa đơn đầu tiên, phát lần đầu trên đài phát thanh Hoa Kỳ vào ngày 18 tháng 3 năm 2003. Được phát hành chỉ chín ngày trước khi phát hành album, nó đã ảnh hưởng đến thành tích bán album trên toàn thế giới. Đĩa đơn thứ hai trong album là "Faint", được phát hành trước khi ban nhạc bắt đầu chuyến lưu diễn vòng quanh thế giới. Đĩa đơn thứ ba "Numb" được phát hành khi Linkin Park biểu diễn trực tiếp tại Madrid. "From the Inside" được phát hành như làm đĩa đơn thứ tư nằm trong album trước chuyến lưu diễn vòng quanh thế giới tại Bắc Mỹ. "Breaking the Habit" được phát hành khi ban nhạc đang ở Indonesia. Album được phát hành với nhiều nội dung phiên bản giới hạn khác nhau nhằm mục đích quảng cáo.
Có một phiên bản đặc biệt của Meteora, bao gồm DVD tài liệu "Making of Meteora". Gói phiên bản đặc biệt được đóng gói trong một hộp có tông màu xanh với nắp Meteora màu xanh có thể được tìm thấy ở một số vùng của Châu Á, Hoa Kỳ và phổ biến hơn là ở Ấn Độ. Một phiên bản Ấn Độ phụ chứa đĩa DVD phụ và bìa đĩa phụ được đóng gói trong một hộp mỏng với đĩa trong bao bì gốc. "Phiên bản Tour" của Meteora được đóng gói trong một bộ hai đĩa. Đĩa thứ hai, là một Video CD, có các video âm nhạc cho "Somewhere I Belong", "Faint", "Numb" và "Breaking the Habit". Phiên bản lưu diễn được đóng gói trong một hộp đĩa CD tiêu chuẩn, chứ không phải hộp digipak quen thuộc của họ. Album cũng được phát hành với một số lượng rất hạn chế đĩa than (chiếm hai đĩa LP) dưới hãng đĩa Warner Brothers. Chúng được các nhà sưu tập thèm muốn và bán được giá cao trong các cuộc đấu giá. Vào năm 2014, Linkin Park đã phát hành một bản demo Shinoda đang hát bài hát, trong CD fan club hàng năm thứ 14 của họ, LPU XIV.
Ban nhạc đã quảng bá album với Meteora World Tour và nhiều chuyến lưu diễn hỗ trợ khác. Chuyến lưu diễn vòng quanh thế giới được hỗ trợ bởi Hoobastank, POD và Story of the Year. Ban nhạc đã trinh diễn tại Pellissier Building and Wiltern Theater vào ngày trước khi phát hành album cũng như vào ngày phát hành. Các chương trình được gọi là "Meteora' Release Show". Lượt diễn châu Âu bị hủy vì Chester bị đau lưng và đau bụng dữ dội. Kết quả là, một nửa video âm nhạc của "Numb" được quay ở Los Angeles và Cộng hòa Séc. Album cũng được quảng bá bởi lễ hội Projekt Revolution. Một album trực tiếp đã được phát hành để hỗ trợ cho album có tựa đề Live in Texas. Linkin Park đã biểu diễn nhiều chương trình đặc biệt trên toàn thế giới, bao gồm "Reading Ireland", cũng như biểu diễn trong Lễ trao giải Kerrang!, "Livid", "X-103's Not So Silent Night", "The End's Deck The Hall Ball" và "KROQ Most Acoustic X-Mas", để quảng bá cho album.

## Giới phê bình đón nhận
| Đánh giá chuyên môn  | Đánh giá chuyên môn |
| Điểm trung bình      | Điểm trung bình     |
| Nguồn                | Đánh giá            |
| -------------------- | ------------------- |
| Metacritic           | 62/100              |
| Nguồn đánh giá       |                     |
| Nguồn                | Đánh giá            |
| AllMusic             | [ 15 ]              |
| The A.V. Club        | mixed               |
| Blender              | [ 17 ]              |
| E! Online            | A                   |
| Entertainment Weekly | B+                  |
| Melodic              | [ 20 ]              |
| NME                  | 7/10                |
| Q                    | [ 18 ]              |
| Rolling Stone        | [ 22 ]              |
| Sputnikmusic         | [ 23 ]              |

Meteora nhìn chung nhận được những đánh giá tích cực, mặc dù các nhà phê bình đề cập rằng phong cách âm nhạc của album tương tự như album tiền nhiệm của nó, Hybrid Theory (2000). Tổng điểm Metacritic là 62. E! Online đánh giá A, và kỳ vọng nó sẽ "bắn thẳng lên các vì sao". Entertainment Weekly mô tả nó là "thân thiện một cách hoàn hảo với radio".  Dot Music mô tả nó như một "nguồn đảm bảo cho các bản hit radio phổ biến". Rolling Stone cho biết ban nhạc đã "vắt kiệt sự sống cuối cùng còn lại ra khỏi công thức gần như tuyệt chủng này". Tạp chí Billboard mô tả Meteora là "kẻ sẵn sàng làm hài lòng đám đông".  New Musical Express cho biết nó có "sức hút thương mại lớn" nhưng khiến người đánh giá thấy "choáng ngợp".
AllMusic mô tả album chỉ là "phần 2 của Hybrid Theory không hơn không kém", nhưng nói thêm rằng ban nhạc "có tính tỉ mỉ và kỹ năng chỉnh sửa, giữ đĩa nhạc này ở mức chặt chẽ 36 phút 41 giây, một động thái khiến nó dễ lắng nghe hơn các album khác một cách đáng kể... vì họ biết tập trung năng lượng vào đâu, điều mà nhiều ban nhạc nu-metal đơn giản là không làm được. "  Nhà báo Damrod của Sputnikmusic chỉ trích album này quá giống với Hybrid Theory, nhưng khen ngợi chất lượng sản xuất và sụ bắt tai của album, nói rằng "các bài hát cứ thế xâm chiếm bộ não của bạn".
Blender mô tả nó "cứng nhắc hơn, cô đặc hơn, xấu xí hơn", trong khi Q mô tả nó là "một nỗ lực nghệ thuật thì ít, mà một nỗ lực tiếp thị đối tượng thì nhiều."  Entertainment Weekly đã cho album này điểm B +, gọi nó là một "album hấp dẫn như sấm sét kết hợp nhuần nhuyễn các yếu tố âm hưởng khác nhau của nhóm nhạc tạo thành sự thân thiện hoàn hảo với radio"

### Giải thưởng
Bài hát "Session" được đề cử giải Grammy cho Trình diễn nhạc cụ Rock xuất sắc nhất năm 2004. Đĩa đơn trong album " Somewhere I Belong " đã giành giải Video Rock xuất sắc nhất tại Lễ trao giải MTV Video Music năm 2003. Tại lễ trao giải MTV Video Music Awards năm 2004, "Breaking the Habit" được đề cử cho Video nhạc rock hay nhất nhưng lại giành được giải MTV Viewer's Choice.

## Doanh số thương mại
Trong tuần đầu tiên, Meteora ra mắt ở vị trí số một trên Billboard 200. Album đã tiêu thụ 810.400 bản ở Mỹ và 36.700 ở Canada trong tuần đầu tiên phát hành. Trong tuần thứ hai, nó đã tiêu thụ thêm 265.000 bản ở Mỹ và đứng đầu trong một tuần nữa. Tính đến tháng 6 năm 2014, album đã tiêu thụ 6,2 triệu bản tại Mỹ, và khoảng 16 triệu bản trên toàn thế giới. Album được xếp hạng 36 trên Billboard 's Hot 200 Albums of the Decade.

## Danh sách bài hát
Tất cả các ca khúc được viết bởi Linkin Park.
| STT              | Nhan đề              | Thời lượng |
| ---------------- | -------------------- | ---------- |
| 1.               | "Foreword"           | 0:13       |
| 2.               | "Don't Stay"         | 3:07       |
| 3.               | "Somewhere I Belong" | 3:33       |
| 4.               | "Lying from You"     | 2:55       |
| 5.               | "Hit the Floor"      | 2:44       |
| 6.               | "Easier to Run"      | 3:24       |
| 7.               | "Faint"              | 2:42       |
| 8.               | "Figure.09"          | 3:17       |
| 9.               | "Breaking the Habit" | 3:16       |
| 10.              | "From the Inside"    | 2:55       |
| 11.              | "Nobody's Listening" | 2:58       |
| 12.              | "Session"            | 2:24       |
| 13.              | "Numb"               | 3:07       |
| Tổng thời lượng: | Tổng thời lượng:     | 36:35      |

| bài hát bổ sung phiên bản deluxe kỹ thuật số | bài hát bổ sung phiên bản deluxe kỹ thuật số               | bài hát bổ sung phiên bản deluxe kỹ thuật số |
| STT                                          | Nhan đề                                                    | Thời lượng                                   |
| -------------------------------------------- | ---------------------------------------------------------- | -------------------------------------------- |
| 14.                                          | "Lying from You" (trực tiếp tại LP Underground tour 2003)  | 3:04                                         |
| 15.                                          | "From the Inside" (trực tiếp tại LP Underground Tour 2003) | 3:05                                         |
| 16.                                          | "Easier to Run" (trực tiếp tại LP Underground Tour 2003)   | 3:22                                         |
| Tổng thời lượng:                             | Tổng thời lượng:                                           | 46:14                                        |

| bài hát bổ sung phiên bản 2013 iTunes deluxe | bài hát bổ sung phiên bản 2013 iTunes deluxe       | bài hát bổ sung phiên bản 2013 iTunes deluxe |
| STT                                          | Nhan đề                                            | Thời lượng                                   |
| -------------------------------------------- | -------------------------------------------------- | -------------------------------------------- |
| 14.                                          | "Step Up" (trực tiếp)                              | 4:14                                         |
| 15.                                          | "Somewhere I Belong" (trực tiếp tại Milton Keynes) | 3:41                                         |

| đĩa DVD bổ sung phiên bản giới hạn | đĩa DVD bổ sung phiên bản giới hạn | đĩa DVD bổ sung phiên bản giới hạn |
| STT                                | Nhan đề                            | Thời lượng                         |
| ---------------------------------- | ---------------------------------- | ---------------------------------- |
| 1.                                 | "The Making of Meteora"            | 34:19                              |

| đĩa VCD bổ sung phiên bản lưu diễn châu Á | đĩa VCD bổ sung phiên bản lưu diễn châu Á | đĩa VCD bổ sung phiên bản lưu diễn châu Á |
| STT                                       | Nhan đề                                   | Thời lượng                                |
| ----------------------------------------- | ----------------------------------------- | ----------------------------------------- |
| 1.                                        | "Somewhere I Belong"                      | 3:44                                      |
| 2.                                        | "Faint"                                   | 2:56                                      |
| 3.                                        | "Numb"                                    | 3:06                                      |
| 4.                                        | "Breaking the Habit"                      | 3:18                                      |

### Phần đa phương tiện
- The Art of Meteora - 17:04
- Video "Somewhere I Belong"
- LPTV
- Bộ công cụ trang web
- Bổ sung
- Hàng hóa
- LP Underground

## Meteora - Live Around the World
Meteora - Live Around the World là một album trực tiếp bao gồm các phiên bản trực tiếp của bảy bài hát trong album phòng thu thứ hai, Meteora, tương tự như bản phát hành trực tiếp trước đây của họ là Hybrid Theory - Live Around the World. Chúng được thu âm ở nhiều thành phố khác nhau trên thế giới từ năm 2007 đến năm 2011. Album được phát hành độc quyền trên iTunes.
"Foreword" đã được đưa vào trước bài "Don't Stay"

### Danh sách bài hát
Tất cả các ca khúc được viết bởi Linkin Park.
| Meteora – Live Around the World | Meteora – Live Around the World                    | Meteora – Live Around the World |
| STT                             | Nhan đề                                            | Thời lượng                      |
| ------------------------------- | -------------------------------------------------- | ------------------------------- |
| 1.                              | "Don't Stay" (trực tiếp tại Thượng Hải, 2007)      | 3:16                            |
| 2.                              | "Somewhere I Belong" (trực tiếp tại Koln, 2008)    | 4:09                            |
| 3.                              | "Lying from You" (trực tiếp tại New York, 2008)    | 2:57                            |
| 4.                              | "Faint" (trực tiếp tại Hamburg, 2011)              | 3:41                            |
| 5.                              | "Breaking the Habit" (trực tiếp tại Hamburg, 2011) | 4:15                            |
| 6.                              | "From the Inside" (trực tiếp tại Sydney, 2010)     | 3:28                            |
| 7.                              | "Numb" (trực tiếp tại New York, 2008)              | 3:41                            |

## Nhân sự
- Chester Bennington – ca sĩ chính (2–11, 13)
- Rob Bourdon – trống, nhạc cụ gõ (2–11, 13)
- Brad Delson – guitar chính (2–11, 13)
- Dave Farrell – guitar bass (2–11, 13)
- Joe Hahn – bàn xoay đĩa, sampling, lập trình
- Mike Shinoda – đồng ca sĩ chính và hát rap (2–8, 10, 11, 13); piano (3, 8, 9, 12, 13), sampling, guitar đệm (3, 5–7, 10), nhạc cụ phím (2, 5, 6, 8-9) nhạc cụ dây (7, 9)

Nhạc sĩ bổ sung
- David Campbell – nhạc cụ dây (7, 9)
- Joel Derouin, Charlie Bisharat, Alyssa Park, Sara Parkins, Michelle Richards, Mark Robertson –  vĩ cầm
- Evan Wilson, Bob Becker –  viola
- Larry Corbett, Dan Smith –  cello
- David Zasloff – sáo shakuhachi (11)

Sản xuất
- Sản xuất: Don Gilmore và Linkin Park
- Thu âm: Don Gilmore
- John Ewing, Jr. – kỹ sư
- Fox Phelps – trợ lý kỹ sư
- Andy Wallace – Phối âm tại Soundtrack Studios, New York, NY
- Steve Sisco – trợ lý phối âm
- Brian "Big Bass" Gardner – mastering, biên tập kỹ thuật số tại Bernie Grundman Mastering

| Quản lý - Tom Whalley & Jeff Blue – A&R - Marny Cameron – Điều phối A&R - Peter Standish & Kevin Sakoda – giám đốc marketing - Đại diện toàn cầu: Rob McDermott thuộc the Firm with Additional Servitude của Ryan Saullo, Ryan Demarti, và Noah Edelman - Đại lý đặt chỗ: Michael Arfin thuộc Artist Group, International - Danny Hayes – đại diện pháp lý cho Davis, Shapiro, Lewit, Montone & Hayes - Michael Oppenheim & Jonathan Schwartz – giám đốc kinh doanh thuộc Gudvi, Sussman & Oppenheim - Giấy phép và hàng hóa toàn cầu: Bandmerch Ảnh bìa - Mike Shinoda & The Flem – giám đốc sáng tạo - The Flem – chỉ đạo nghệ thuật & thiết kế - Delta, Mike Shinoda, Joseph Hahn & The Flem – họa sĩ - James R. Minchin III – nhiếp ảnh - Nick Spanos – hình cận cảnh màu bình xịt |

## Bảng xếp hạng
| Bảng xếp hạng (2003)                     | Vị trí cao nhất |
| ---------------------------------------- | --------------- |
| Album Úc (ARIA)                          | 2               |
| Album Áo (Ö3 Austria)                    | 1               |
| Album Bỉ (Ultratop Vlaanderen)           | 1               |
| Album Bỉ (Ultratop Wallonie)             | 1               |
| Album Canada (Billboard)                 | 2               |
| Album Đan Mạch (Hitlisten)               | 3               |
| Album Hà Lan (Album Top 100)             | 2               |
| Album Phần Lan (Suomen virallinen lista) | 2               |
| Album Pháp (SNEP)                        | 3               |
| Album Đức (Offizielle Top 100)           | 1               |
| Greek Albums (IFPI Greece)               | 2               |
| Hungarian Albums (MAHASZ)                | 2               |
| Irish Albums (IRMA)                      | 1               |
| Album Ý (FIMI)                           | 1               |
| Japanese Albums (Oricon)                 | 6               |
| Album New Zealand (RMNZ)                 | 1               |
| Album Na Uy (VG-lista)                   | 1               |
| Album Ba Lan (ZPAV)                      | 3               |
| Album Bồ Đào Nha (AFP)                   | 1               |
| Spanish Albums (AFYVE)                   | 1               |
| Album Scotland (OCC)                     | 2               |
| Album Thụy Điển (Sverigetopplistan)      | 1               |
| Album Thụy Sĩ (Schweizer Hitparade)      | 1               |
| Album Anh Quốc (OCC)                     | 1               |
| Album Anh Quốc Rock & Metal (OCC)        | 1               |
| Album Hoa Kỳ Billboard 200               | 1               |
| US Billboard Catalog Albums              | 10              |

| Bảng xếp hạng (2009) | Vị trí cao nhất |
| -------------------- | --------------- |
| Mexican Albums Chart | 98              |

| Bảng xếp hạng (2017)          | Vị trí cao nhất |
| ----------------------------- | --------------- |
| Album Úc (ARIA)               | 5               |
| Album Cộng hòa Séc (ČNS IFPI) | 11              |
| Album Ba Lan (ZPAV)           | 16              |

| Bảng xếp hạng (2003)                     | Vị trí |
| ---------------------------------------- | ------ |
| Australian Albums Chart                  | 14     |
| Austrian Albums (Ö3 Austria)             | 14     |
| Belgian Albums Chart (Flanders)          | 10     |
| Belgian Albums Chart (Wallonia)          | 7      |
| Dutch Albums Chart                       | 42     |
| European Albums (Billboard)              | 6      |
| Finnish Albums (Suomen virallinen lista) | 17     |
| French Albums (SNEP)                     | 26     |
| German Albums Chart                      | 3      |
| Hungarian Albums Chart                   | 23     |
| New Zealand Albums (RMNZ)                | 20     |
| Swedish Albums (Sverigetopplistan)       | 31     |
| Swiss Albums Chart                       | 8      |
| UK Albums Chart                          | 35     |
| US Billboard 200                         | 6      |
| Worldwide Albums (IFPI)                  | 3      |

| Bảng xếp hạng (2000–09) | Vị trí |
| ----------------------- | ------ |
| Australia Album (ARIA)  | 98     |

| Năm  | Bài hát              | Vị trí xếp hạng cao nhất | Vị trí xếp hạng cao nhất | Vị trí xếp hạng cao nhất | Vị trí xếp hạng cao nhất | Vị trí xếp hạng cao nhất | Vị trí xếp hạng cao nhất | Vị trí xếp hạng cao nhất | Vị trí xếp hạng cao nhất | Vị trí xếp hạng cao nhất | Vị trí xếp hạng cao nhất | Vị trí xếp hạng cao nhất | Vị trí xếp hạng cao nhất | Vị trí xếp hạng cao nhất | Vị trí xếp hạng cao nhất | Vị trí xếp hạng cao nhất |
| Năm  | Bài hát              | US                       | US Alt.                  | US Main                  | AUS                      | NZ                       | UK                       | BEL                      | FRA                      | GER                      | ITA                      | IRE                      | NLD                      | NOR                      | SWE                      | SWI                      |
| ---- | -------------------- | ------------------------ | ------------------------ | ------------------------ | ------------------------ | ------------------------ | ------------------------ | ------------------------ | ------------------------ | ------------------------ | ------------------------ | ------------------------ | ------------------------ | ------------------------ | ------------------------ | ------------------------ |
| 2003 | "Somewhere I Belong" | 32                       | 1                        | 1                        | 13                       | 1                        | 10                       | 33                       | 32                       | 12                       | 13                       | 4                        | 14                       | 12                       | 19                       | 15                       |
| 2003 | "Faint"              | 48                       | 1                        | 2                        | 25                       | —                        | 15                       | 44                       | —                        | 40                       | 29                       | 26                       | 20                       | —                        | 49                       | 32                       |
| 2003 | "Numb" (Platinum)    | 11                       | 1                        | 1                        | 11                       | 13                       | 14                       | 48                       | 19                       | 13                       | 47                       | 16                       | 2                        | —                        | 23                       | 15                       |
| 2004 | "From the Inside"    | —                        | —                        | —                        | 37                       | 50                       | —                        | —                        | 35                       | 35                       | —                        | —                        | —                        | —                        | 54                       | 38                       |
| 2004 | "Breaking the Habit" | 20                       | 1                        | 1                        | 23                       | 27                       | 39                       | —                        | 27                       | 25                       | —                        | 46                       | 41                       | —                        | —                        | 56                       |

| Năm  | Bài hát          | Vị trí xếp hạng cao nhất | Vị trí xếp hạng cao nhất | Vị trí xếp hạng cao nhất |
| Năm  | Bài hát          | US                       | US Alt.                  | US Main                  |
| ---- | ---------------- | ------------------------ | ------------------------ | ------------------------ |
| 2004 | "Lying from You" | 58                       | 1                        | 2                        |

## Chứng nhận
| Quốc gia | Chứng nhận  | Số đơn vị/doanh số chứng nhận |
| --- | ----------- | ----------------------------- |
| Úc (ARIA) | 4× Platinum | 280.000^                      |
| Áo (IFPI Áo) | Platinum    | 30.000*                       |
| Bỉ (BEA) | Gold        | 25.000*                       |
| Brasil (Pro-Música Brasil) | Platinum    | 125.000*                      |
| Canada (Music Canada) | 4× Platinum | 400.000^                      |
| Đan Mạch (IFPI Đan Mạch) | 3× Platinum | 150.000^                      |
| Phần Lan (Musiikkituottajat) | Gold        | 15,938                        |
| Pháp (SNEP) | 2× Platinum | 400.000*                      |
| Đức (BVMI) | 4× Platinum | 1.200.000‡                    |
| Hy Lạp (IFPI Hy Lạp) | Gold        | 7.500^                        |
| Hồng Kông (IFPI Hồng Kông) | Gold        | 10.000*                       |
| Hungary (Mahasz) | Gold        | 10.000^                       |
| Ý (FIMI) | Platinum    | 50.000‡                       |
| Nhật Bản (RIAJ) | Platinum    | 200.000^                      |
| México (AMPROFON) | Gold        | 75.000^                       |
| New Zealand (RMNZ) | 3× Platinum | 45.000^                       |
| Ba Lan (ZPAV) | Platinum    | 0*                            |
| Nga (NFPF) | Gold        | 10.000*                       |
| Thụy Điển (GLF) | Gold        | 30.000^                       |
| Thụy Sĩ (IFPI) | Platinum    | 40.000^                       |
| Anh Quốc (BPI) | 2× Platinum | 600.000^                      |
| Hoa Kỳ (RIAA) | 7× Platinum | 7.000.000‡                    |
| Tổng hợp |             |                               |
| Châu Âu (IFPI) | 3× Platinum | 3.000.000*                    |
| * Chứng nhận dựa theo doanh số tiêu thụ. ^ Chứng nhận dựa theo doanh số nhập hàng. ‡ Chứng nhận dựa theo doanh số tiêu thụ và phát trực tuyến. |             |                               |